# 浅草花屋敷
浅草花屋敷（日語：浅草花やしき）是位于东京都台东区浅草二丁目28番1号的公园。
浅草花屋敷于1853年（嘉永6年）开设，是日本最早的遊樂園。然而它曾经一度被拆毁，于1947年（昭和22年）重建，如果只考虑持续存在的时间，日本最古老的遊樂園则是1912年（大正元年）设立的枚方公园。
公园占地面积5800平方米。园内有第一架国产的兼日本现存最古老的云霄飞车。目前浅草花屋敷由萬代南夢宫遊樂（萬代南夢宮控股旗下万代南梦宫体验的子公司）的子公司株式会社花屋敷（日語：株式会社花やしき）运营。

## 历史

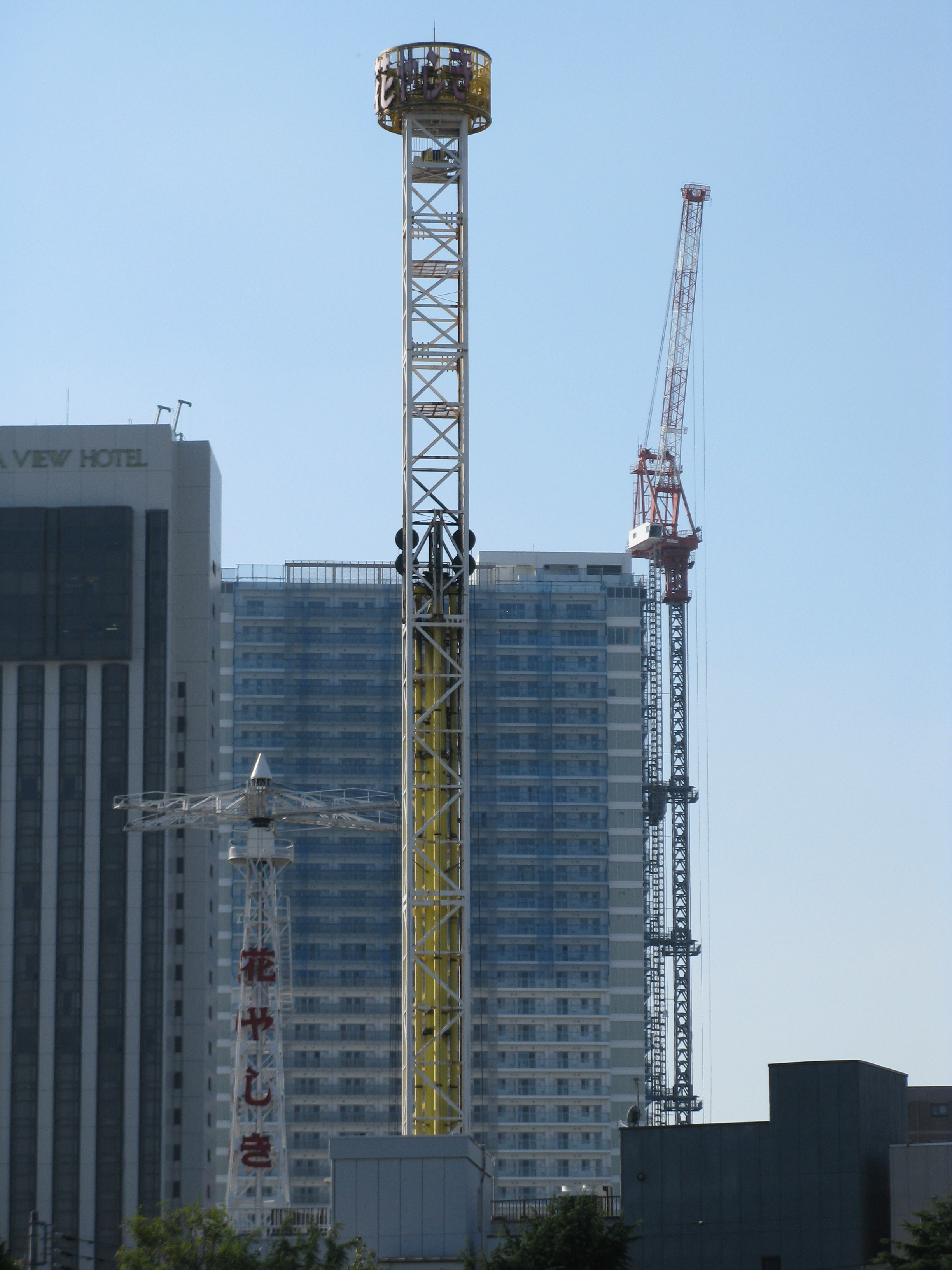
Space Shot

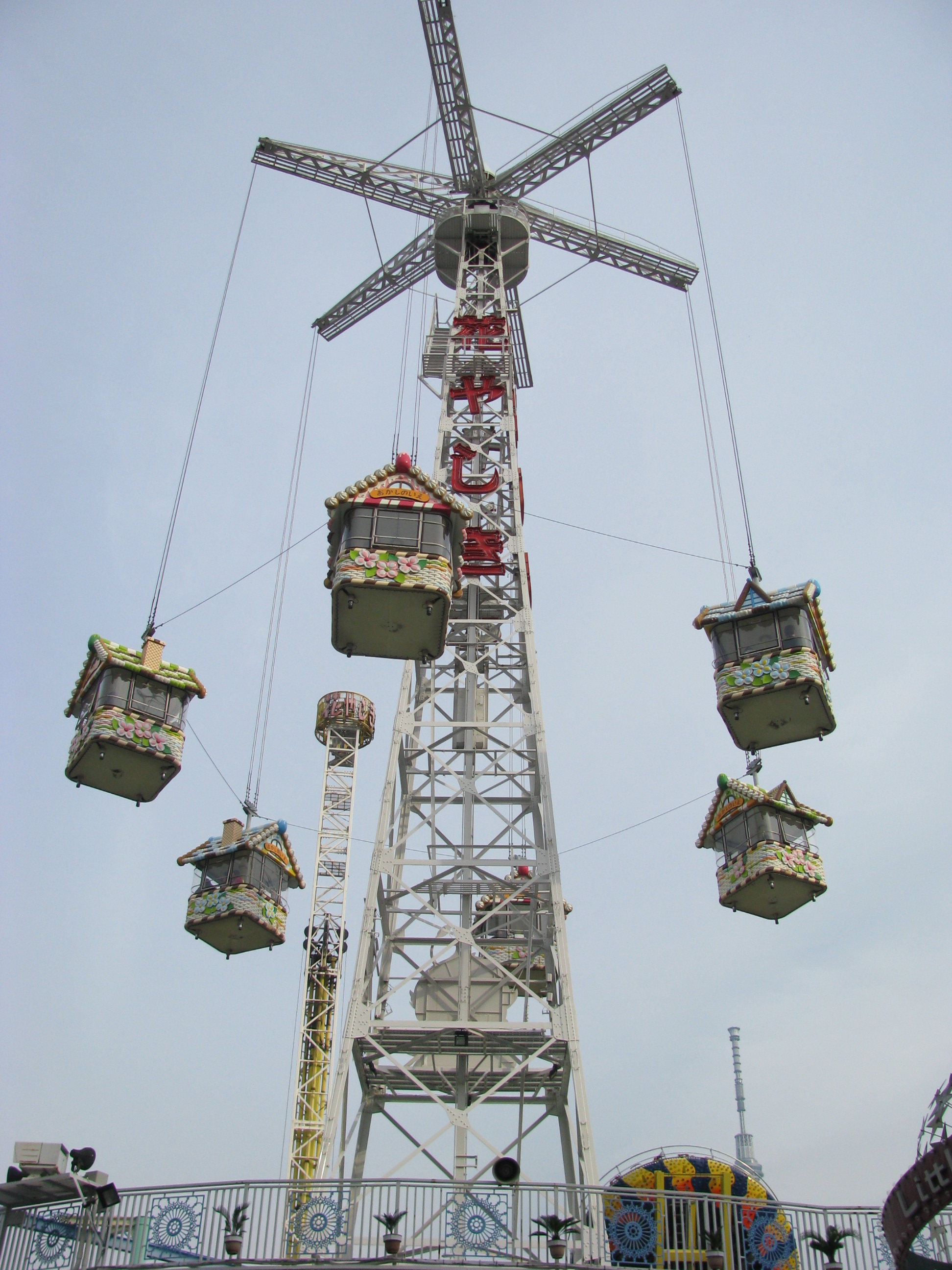
Bee Tower

1853年（嘉永6年），千駄木的园艺商人森田六三郎开设了以牡丹和菊花园艺为主的植物园“花屋敷”。当时的花屋敷占地约80000平方米。在江户时代，它被用作茶道家、俳句家的聚会场所以及大奥的女官的休闲场所，当时的娱乐设施仅有秋千。
进入明治时代，浅草寺附近被划为浅草公园地，花屋敷与奥山一带被指定为第五区。这一时期花屋敷的面积减小，在1885年（明治18年），经营权被转给了木场的木材商山本德治郎（作家长谷川如是闲之父）及其长子松之助。次年，花屋敷的入口看板上增加了胜海舟的题字“花鸟得时”。
这一时期花屋敷的游客主要是上流阶级，园内以和洋折中的自然庭园风格为主。不过花屋敷也渐渐地倾向亲民路线，开始展示虎、狮等动物来招徕游客，并修建了5层的奥山阁作为地标，阁内也设置了各式各样的展览。作为亲民路线的延续，陆续地又增加了动物展览、珍奇展览（見世物）（如活人形、提线木偶、训鸟（山雀）等）以及游艺机器。
大正至昭和初期，花屋敷作为全国仅有的几家动物园而为人所知。虎仔5兄弟和日本首度的狮仔诞生的新闻见于报端。在1923年关东大地震之时，花屋敷毒杀了园中的大量动物，以收容很多受灾民众。
第二次世界大战期间，花屋敷的面积逐渐缩小。1935年（昭和10年），将园中动物卖给仙台市动物园（今仙台市八木山动物园），事实上相当于已经关闭。1939年（昭和14年），花屋敷被卖给须田町食堂（今株式会社聚乐），更名为食堂游园地浅草乐天地（日語：食堂遊園地浅草楽天地）。
1941年（昭和16年），经营权归属于松竹株式会社，成立了合资公司“浅草花屋敷”。这时重新设置了剧场、电影院和游乐设施，但是1942年旋即因为强制疏散而被拆毁。而合资公司浅草花屋敷在此后成为休眠公司（休眠会社），直至2002年（平成14年）才被改名为株式会社松竹Cinema Enterprise（日語：株式会社松竹シネマエンタープライズ），主营业务也变为松竹旗下的地方电影院的经营。2006年（平成18年）2月28日，所经营的所有电影院都已关闭，该公司也解散。
战后，园内土地被非法占用。直到1947年（昭和22年），曾经为荒川游园（あらかわ遊園）和丰岛园提供游艺设备的东洋娱乐机接受业务委托，将被占用的土地收回，公园得以重新开放。此时公园改名为浅草花屋敷（日語：浅草花屋敷）。2年后，东洋娱乐机得到了公园的经营权，将其名称改为日文的（读音与含义并未改变）。由之前的园长高井初惠的丈夫高井清担任支配人。
此后，很多至今仍在使用的游艺设备在浅草花屋敷登场。例如1953年登场的云霄飞车和1950年登场的Bee Tower（日語：Beeタワー）。有相当长的时间，浅草花屋敷并不收取入场费，相应地，各游乐设施的使用券是收费的。附近的马券贩售所（場外馬券場）赌马后过来的人经常逗留园内，相当一部分烂醉如泥，给公园的运营带来了不少困扰。
由于园内设置的电子游乐场里有少年逗留晚归，浅草花屋敷受到了浅草警察局的劝告，再加上经营收益上的考虑，随着1985年（昭和60年）风俗营业法的修正，浅草花屋敷在保留各设施的使用券的基础上也收取入场费。转为收费入场制以后，园方曾担忧的客流减少并没有发生，而园内的风纪问题也得到了整治。
1996年（平成8年）3月，日本第一台垂直升降式游艺设施“Space Shot”（日語：スペースショット）开设。
2004年（平成16年），运营方（原东洋娱乐机）破产，进入“会社更生”流程，而作为浅草当地的企业的万代集团（2005年與南梦宫合併為万代南梦宫控股）提供了经营支持，令其旗下的万普的子公司株式会社花屋敷（日語：株式会社花やしき）（原名）从8月31日其接收浅草花屋敷的经营权（現時已由万代南梦宫游乐繼承）。
2005年（平成17年），艺能学校花やしきアクターズスタジオ开设。2007年（平成19年）3月10日，新的大型游艺设施“DISK-O”登场。随着万普的经营内容改变，2008年（平成20年）4月1日，株式会社花屋敷变为南梦宫的直属子公司。
2008年3月，朝向门口的花屋敷通，开设了大江户舞台（日語：大江戸ステージ），游客不用购票进场也能观看。
8月，在大江户舞台旁边开设了浅草FM（あさくさFM）广播电台。
2008年，多功能大厅“花屋敷座”（日語：花やしき座）开馆。
2010年（平成22年）1月11日，传说有真的鬼魂出没、十分灵异的鬼屋关闭。同日，“秘宝城寨 神秘石”（日語：秘宝の砦 ミラクルストーン）也终止营业。
2011年（平成23年）3月，在鬼屋原址修建的3层建筑向游客开放。该建筑中包括名为“鬼屋 ～樱之怨灵～”（日語：お化け屋敷 ～桜の怨霊～）的新鬼屋。

## 主要游乐设施[4]

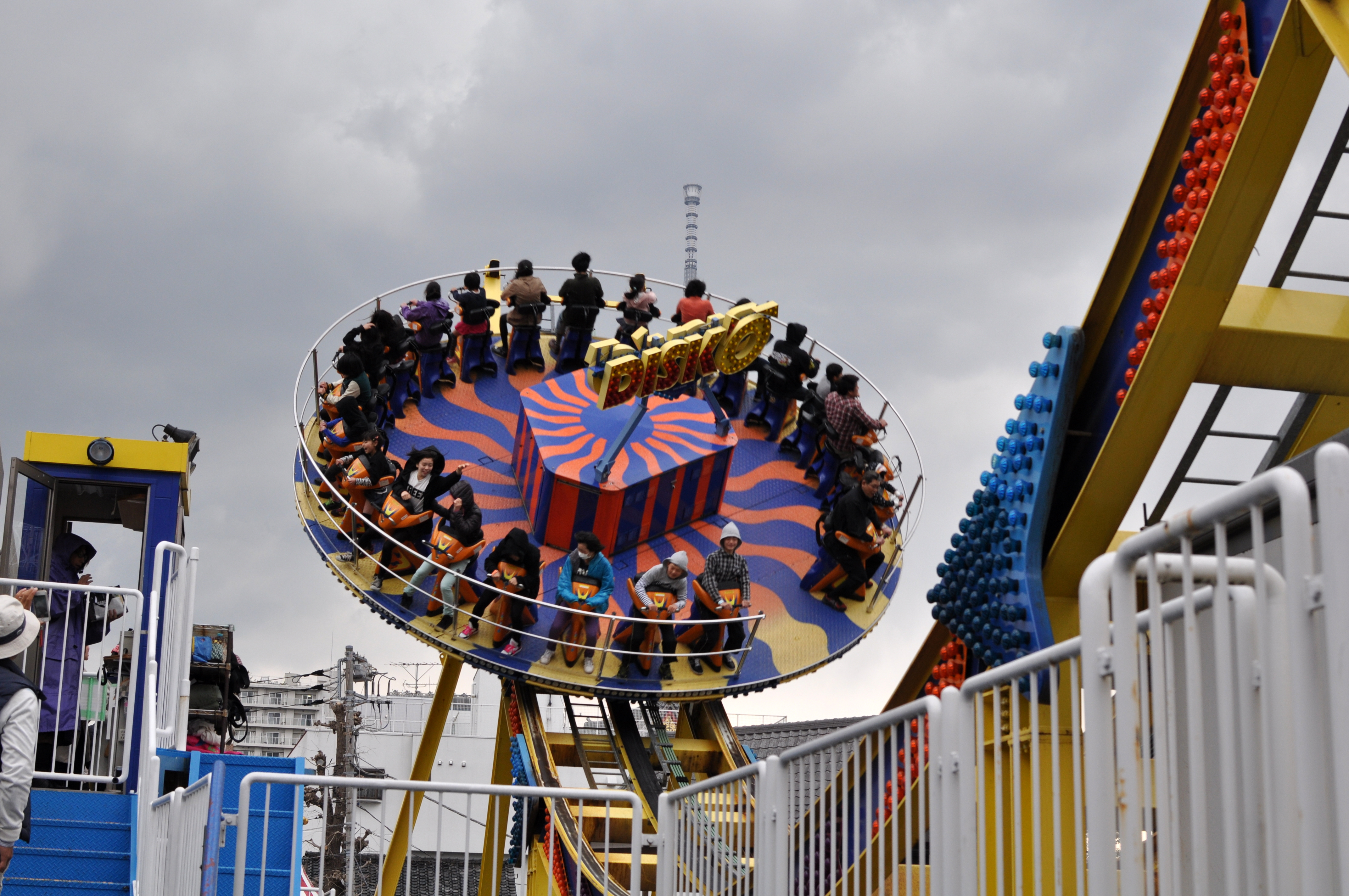
DISC-O

- 云霄飞车（原名火箭飞车）
- Bee Tower （原名人工卫星塔）
- Space Shot
- Pyonpyon
- 天鹅船
- 立体电影馆
- 旋转木马
- 熊猫车
- DISC-O
- 天空船
- “直升飞机”
- 惊吓之屋
- 鬼屋 ～樱之怨灵～
- 小不点观览车
- 小星星
- 惊悚列车
- 小不点的士

## 营业时间、门票、休园日
- 营业时间
  - 10:00 - 17:00/18:00 （黄金周、盂兰盆节期间可至21:00）
- 门票
  - 成人 1200日元
  - 儿童·老人 600日元
  - 学龄前儿童 免费
- 设施通票 （不含门票）
  - 成人 2800日元
  - 儿童 2400日元
  - 老人·学龄前儿童 2200日元
- 游乐券
  - 每张100日元，1000日元可购11张
- 休园日
  - 偶尔有连续的休园日进行维护